# Звалм
Звалм (на нидерландски: Zwalm) е селище в Северна Белгия, окръг Ауденарде на провинция Източна Фландрия. Населението му е около 7800 души (2006).